# Цугару (проток)
Цугару или Сангарски (на японски: 津軽海峡, Цугару-кайке) е проток между японските острови Хоншу (полуостровите Цугару и Симокита) на юг и Хокайдо (полуостров Ошима) на север, свързващ Японско море на запад с Тихия океан на изток. На юг се отклонява протокът Тайрадате, който го свързва с големия залив Муцу. Ширината му е от 18,5 до 110 км, а дължината – 96 км. Дълбочината на плавателната част е от 131 до 491 м. През зимата не замръзва. На северното му крайбрежие е разположен големият град и пристанище Хакодате.
Японските териториални води са разпространени само на 3 морски мили от брега вместо на нормалните 12 мили, тъй като през протока преминават Военноморските сили на САЩ и не трябва да се нарушава законът за забрана на ядрено оръжие на територията на Япония.
Под протока преминава тунелът Сейкан, който представлява вторият по дължина железопътен тунел. Той е построен поради невъзможността да бъде построен мост на това място – проливът е много дълбок – над 100 м и има често тайфуни.
Това е един от седемте протока (на английски: Oceans Seven), включени в предизвикателството за плувците на дълги разстояния и намиращи се на седем различни континента.